# Айгай-Мурсаляй
Айга́й-Мурсаля́й (рос. Айгай-Мурсаляй, башк. Айһай-Мөрсәләй) — присілок у складі Кугарчинського району Башкортостану, Росія. Входить до складу Максютовської сільської ради.
Населення — 13 осіб (2010; 18 в 2002).
Національний склад:
- башкири — 78%